# سگنه، کبک
سَگِنه (به فرانسوی: Saguenay) شهرکی در ناحیه سگنه-لاک-سن-ژان در استان کبک کانادا است. در سرشماری سال ۲۰۱۱ این شهرک ۱۴۵٬۱۲۹ نفر جمعیت داشته‌است و مساحت آن ۱٬۱۶۶ کیلومتر مربع است.